# Alionematichthys riukiuensis
Alionematichthys riukiuensis är en fiskart som först beskrevs av Aoyagi, 1954.  Alionematichthys riukiuensis ingår i släktet Alionematichthys och familjen Bythitidae. Inga underarter finns listade i Catalogue of Life.